# 메리 오브 모데나

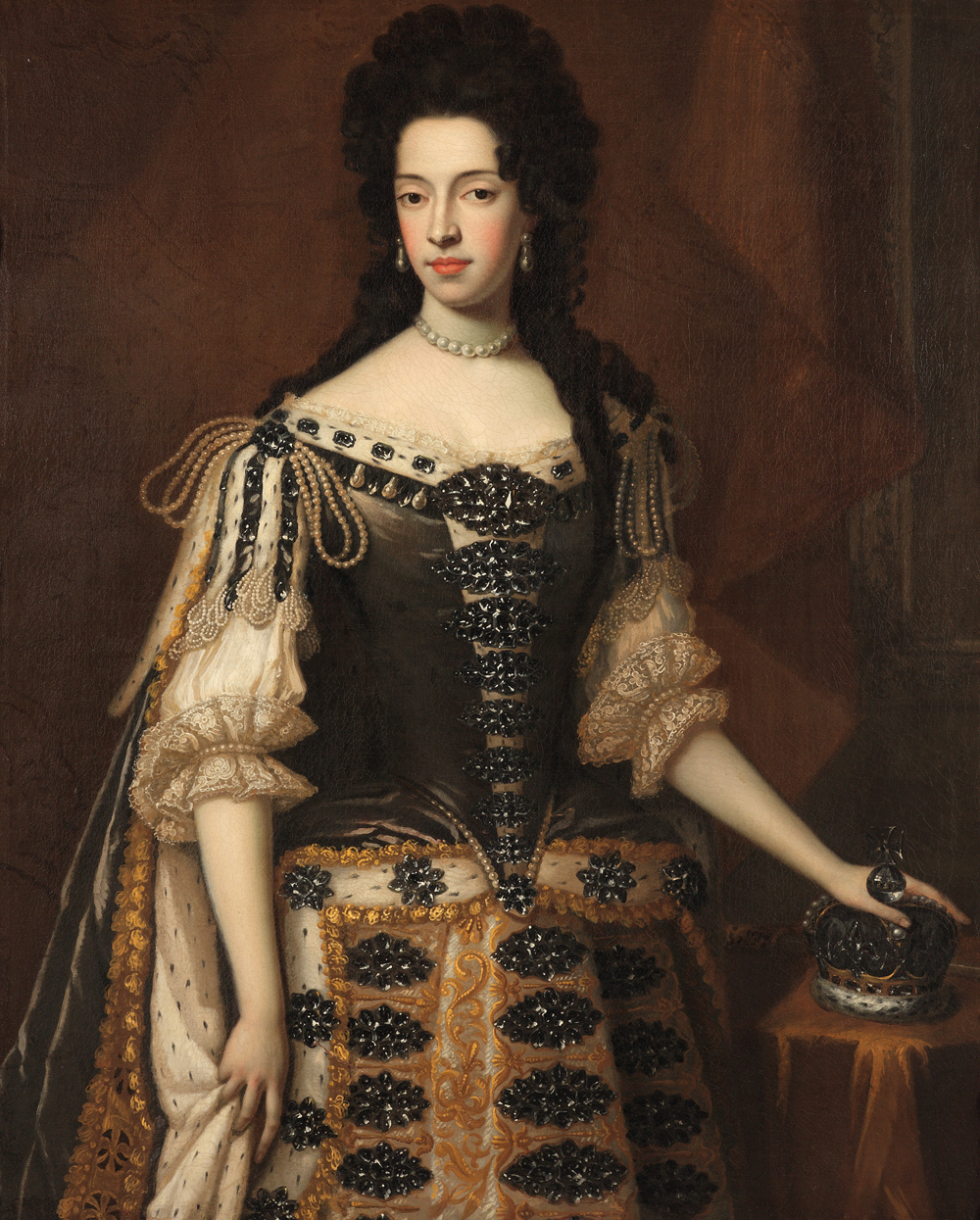

메리 오브 모데나(Mary of Modena, 이탈리아어: Maria Beatrice Eleonora Anna Margherita Isabella d'Este, 1658년 10월 5일 [[[구력과 신력|구력]] 9월 25일] ~ 1718년 5월 7일 [구력 4월 26일])는 제임스 7세와 2세의 두 번째 왕비로서 영국, 스코틀랜드, 아일랜드의 여왕이었다. 독실한 로마 가톨릭 신자였던 메리는 당시 찰스 2세의 남동생이자 추정 왕위 계승자였던 홀아비 제임스와 결혼했다. 그녀는 제임스와 두 자녀에게 헌신했으며, 그중 두 명은 성인이 될 때까지 살아남았다. 왕위 계승을 주장했던 자코바이트 가문의 제임스 프랜시스 에드워드 스튜어트와 루이자 마리아 테레사이다.
이탈리아 북서부 모데나 공국의 공주로 태어난 메리는 주로 논란의 여지가 있는 유일한 아들 제임스 프랜시스 에드워드 왕자의 탄생으로 기억된다. 남편의 로마 가톨릭 스튜어트 왕조를 계승하기 위해 그가 따뜻한 냄비에 담겨 산실로 몰래 옮겨졌다는 소문이 널리 퍼졌다. 제임스 프랜시스 에드워드의 탄생은 "명예 혁명"의 한 요인이 되었다. 이 혁명으로 제임스 2세와 7세가 폐위되고, 개신교 신자인 메리 2세가 왕위에 올랐다. 메리 2세는 제임스 2세가 첫 번째 결혼으로 앤 하이드(1637~1671)와 낳은 딸들 중 장녀였다. 메리 2세와 그녀의 남편 오렌지 공 윌리엄 3세는 세 왕국을 공동 통치했다.
메리는 프랑스로 망명하여 자코바이트 사이에서 "물의 여왕"으로 불렸다. 그녀는 남편과 아이들과 함께 루이 14세가 제공한 생제르맹앙레성에서 살았다. 메리는 루이의 궁정 신하들에게 인기가 많았지만, 제임스는 따분한 사람으로 여겨졌다. 과부가 된 메리는 샤요 수녀원의 수녀들과 시간을 보냈고, 여름에는 딸 루이자 마리아 테레사와 자주 시간을 보냈다. 1701년 제임스 2세가 사망하자, 13세의 어린 제임스 프랜시스 에드워드가 자코바이트의 눈에 왕위에 올랐다. 그가 명목상의 정부를 맡기에는 너무 어렸기에, 메리는 그가 16세가 될 때까지 그를 대신했다. 1713년 스페인 왕위 계승 전쟁(1701~1714)을 종식시킨 위트레흐트 조약의 일환으로 제임스 프랜시스 에드워드가 프랑스를 떠나라는 요청을 받았을 때, 메리는 가족이 없었음에도 불구하고 프랑스에 남았다. 그녀의 딸은 천연두로 사망했다. 프랑스 동포들의 기억 속에 메리는 1718년 유방암으로 세상을 떠났다.